# Gerardo Arteaga
Gerardo Daniel Arteaga Zamora (Zapopan, 1998. szeptember 7. –) a mexikói válogatott labdarúgója, aki 2020 óta a belgiumi Genkben játszik védőként.

## Pályafutása

### Klubcsapatokban
2013-ban a torreóni székhelyű Santos Laguna U15-ös csapatában mutatkozott be, majd egészen 2020-ig a Santos játékosa volt: végigjárta az ifjúsági csapatokat, majd 2016. október elsején egy Querétaro FC elleni mérkőzésen a felnőtt csapatban is bemutatkozott az első osztályban. A Santosszal a 2018-as Clausura szezonban bajnok lett, majd 2020-ban a belga KRC Genkhez igazolt. A Genkkel 2021-ben megnyerte a belga kupát is.

### A válogatottban
A felnőtt válogatottban először nem sokkal 20. születésnapja után, 2018. szeptember 11-én, egy Amerikai Egyesült Államok elleni barátságos mérkőzésen lépett pályára, majd ezek után időről-időre lehetőséget kapott a válogatottban. Többek között játszott világbajnoki selejtezőket is, majd 2022-ben beválogatták a világbajnokságon szereplő mexikói keretbe is.

#### Mérkőzései a válogatottban
| Mexikó | Mexikó               | Mexikó                                          | Mexikó           | Mexikó   | Mexikó             | Mexikó                   | Mexikó | Mexikó  |
| #      | Dátum                | Helyszín                                        | Hazai            | Eredmény | Vendég             | Kiírás                   | Gólok  | Esemény |
| ------ | -------------------- | ----------------------------------------------- | ---------------- | -------- | ------------------ | ------------------------ | ------ | ------- |
| 1.     | 2018. szeptember 11. | Nashville, Nissan Stadium                       | Egyesült Államok | 1 – 0    | Mexikó             | barátságos               | 0      |         |
| 2.     | 2018. október 11.    | San Nicolás de los Garza, Estadio Universitario | Mexikó           | 3 – 2    | Costa Rica         | barátságos               | 0      | 92'     |
| 3.     | 2018. november 16.   | Córdoba, Mario Alberto Kempes Stadion           | Argentína        | 2 – 0    | Mexikó             | barátságos               | 0      | 46'     |
| 4.     | 2018. november 20.   | Mendoza, Estadio Malvinas Argentinas            | Argentína        | 2 – 0    | Mexikó             | barátságos               | 0      | 46'     |
| 5.     | 2019. október 2.     | Toluca de Lerdo, Estadio Nemesio Díez           | Mexikó           | 2 – 0    | Trinidad és Tobago | barátságos               | 0      | 46'     |
| 6.     | 2021. március 27.    | Cardiff, Cardiff City Stadion                   | Wales            | 1 – 0    | Mexikó             | barátságos               | 0      | 79'     |
| 7.     | 2021. március 30.    | Bécsújhely, Bécsújhelyi stadion                 | Costa Rica       | 0 – 1    | Mexikó             | barátságos               | 0      |         |
| 8.     | 2021. május 29.      | Arlington, AT&T Stadion                         | Mexikó           | 2 – 1    | Izland             | barátságos               | 0      | 64'     |
| 9.     | 2021. június 3.      | Denver, Empower Field at Mile High              | Mexikó           | 0 – 0    | Costa Rica         | CONCACAF Nemzetek Ligája | 0      | 68'     |
| 10.    | 2021. június 12.     | Atlanta, Mercedes-Benz Stadion                  | Mexikó           | 0 – 0    | Honduras           | barátságos               | 0      |         |
| 11.    | 2022. január 27.     | Kingston, Függetlenség Park                     | Jamaica          | 1 – 2    | Mexikó             | vb-selejtező             | 0      | 71'     |
| 12.    | 2022. január 30.     | Mexikóváros, Estadio Azteca                     | Mexikó           | 0 – 0    | Costa Rica         | vb-selejtező             | 0      | 62'     |
| 13.    | 2022. február 2.     | Mexikóváros, Estadio Azteca                     | Mexikó           | 1 – 0    | Panama             | vb-selejtező             | 0      |         |
| 14.    | 2022. március 24.    | Mexikóváros, Estadio Azteca                     | Mexikó           | 0 – 0    | Egyesült Államok   | vb-selejtező             | 0      |         |
| 15.    | 2022. március 27.    | San Pedro Sula, Estadio Olímpico Metropolitano  | Honduras         | 0 – 1    | Mexikó             | vb-selejtező             | 0      | 65'     |
| 16.    | 2022. június 2.      | Glendale, State Farm Stadion                    | Mexikó           | 0 – 3    | Uruguay            | barátságos               | 0      | 58'     |
| 17.    | 2022. szeptember 27. | Santa Clara, Levi’s Stadium                     | Mexikó           | 2 – 3    | Kolumbia           | barátságos               | 1      | 29'     |
|        | Összesen             |                                                 |                  | 17       | mérkőzés           |                          | 1      | gól     |